# HMS A3
HMS A2 je bila ena prvih podmornica Kraljeve vojne mornarice.
Bila je del prvega razreda podmornic A, a je bila večja od vodilne ladje, HMS A1. 
Bila je zgrajena v Vickersu, Barrow-in-Furness. Splovljena je bila 13. julija 1904. 
2. februarja 1912 je potopila po trčenju s podmorniško podporno ladjo HMS Hazard pri Isle of Wight; vsa posadka je bila izgubljena.
Razbitino so rešili in jo nato uporabili kot artilerijsko tarčo. 12. maj 1912 so jo potopili blizu Portland Bill.